# LANY
I LANY, acronimo di Los Angeles New York, sono un gruppo musicale statunitense di genere alternative rock e indie pop. Attualmente legati a Polydor e Interscope, nella loro carriera hanno pubblicato 5 album e 4 EP.

## Storia del gruppo
La band si è formata ufficialmente nel 2014 a Nashville, quando Paul Jason Klein si è stabilito nella città ed ha iniziato a lavorare con Jake Goss e Les Priest, i quali precedentemente portavano avanti un altro progetto musicale chiamato WRLDS. In seguito alla formazione dei LANY, il progetto dei WRLDS è stato interrotto. Le prime pubblicazioni del gruppo sono state le canzoni Hot Lights e Walk Away, uscite su SoundCloud in forma anonima. Sempre nel 2014 hanno pubblicato l'EP Acronyms in maniera indipendente, riuscendo ad attirare una certa attenzione mediatica con il brano ILYSB. Immediatamente dopo hanno pubblicato i singoli Made in Hollywood e Bad, Bad, Bad.
In seguito alla pubblicazione del loro primo EP, i LANY hanno iniziato a fare da openers per altri artisti come Troye Sivan, X Ambassadors, Halsey, Twin Shadow e pubblicato il loro secondo EP I Loved You. A dicembre dello stesso anno hanno firmato un contratto con la Polydor Records e pubblicato un terzo EP, Make Out. Nel 2016 hanno fatto da opener per i tour di Ellie Goulding e hanno pubblicato il singolo Where the Hell Are My Friends, presentandolo in anteprima su Beats1. A ciò hanno fatto seguito due tour da headliner e l'attività di opener per John Mayer.
Nel 2017, dopo aver lanciato alcuni singoli come Good Girls e It Was Love, i Lany pubblicano il loro album di debutto eponimo. A ciò ha fatto seguito un nuovo tour che ha coinvolto anche diversi festival in giro per il mondo. Il tour atto a promuovere il loro album di debutto ha avuto sia una leg nordamericana che una leg europea. Il gruppo ha dato luogo al suo primo concerto in un'arena nel 2018, nelle Filippine, ottenendo il sold out in circa 24 ore dall'uscita dei biglietti. Nel 2018 i LANY hanno pubblicato il loro secondo album, Malibu Nights. Segue la pubblicazione di uno stand-alone single, Okay, con Julia Michaels: si tratta della loro prima collaborazione con altro artista.
Nel 2019, il gruppo ha portato avanti il Malibu Nights World Tour per promuovere l'album, toccando tre diversi continenti con il progetto. Sempre nel 2019 il gruppo ha collaborato con il cantante Lauv nel brano Mean It, che sarà successivamente inserito nell'album How I'm Feeling del 2020. Il 30 aprile 2020 il gruppo ha annunciato la pubblicazione del terzo album Mama's Boy, in uscita il 2 ottobre successivo. Vari singoli sono stati lanciati per la promozione del progetto.
Nel giugno 2021 hanno collaborato con Kelsea Ballerini nel singolo I Quit Drinking. Il 3 settembre 2021 hanno pubblicato il loro quarto album, gg bb xx.

## Formazione

### Formazione attuale
- Paul Jason Klein - voce, pianoforte, chitarra, tastiera (2014 - presente)
- Jake Clifford Goss - batteria, percussioni, sampling pad (2014 - presente)
- Charles Leslie Priest - tastiera, sintetizzatore, chitarra, cori (2014 - 2022)

#### Turnisti
- Giuliano Pizzulo - tastiera, sintetizzatore, chitarra, sampling red (2015 - presente)

## Discografia

### Album
- 2017 – LANY
- 2018 – Malibu Nights
- 2020 – Mama's Boy
- 2021 – gg bb xx
- 2023 – a beautiful Blur

### EP
- 2014 – Acronyms
- 2015 – I Loved You.
- 2015 – Make Out
- 2016 – Kinda

### Singoli
- 2014 – Hot Lights/Walk Away
- 2014 – Made in Hollywood
- 2014 – Bad, Bad, Bad
- 2015 – ILYSB
- 2016 – Where the Hell Are My Friends
- 2016 – Yea, Babe, No Way
- 2016 – Good Girls
- 2017 – The Breakup
- 2017 – 13
- 2017 – Super Far
- 2018 – I Don't Wanna Love You Anymore
- 2018 – Thick and Thin
- 2018 – If You See Her
- 2018 – Malibu Nights
- 2019 – Okay (con Julia Michaels)
- 2019 – Mean It (con Lauv)
- 2020 – Good Guys
- 2020 – If This Is the Last Time
- 2020 – You!
- 2020 – Cowboy in LA
- 2021 – I Quit Drinking (con Kelsea Ballerini)
- 2021 – Dancing in the Kitchen
- 2021 – Stupid Feelings (feat. 220 Kid)
- 2021 – Never Mind, Let's Break Up
- 2021 – Roll Over Baby
- 2023 – Love at First Fight
- 2023 – Alonica
- 2023 – XXL